# حكومة أحمد داود أوغلو الثانية
حكومة أحمد داوود أوغلو الثانية أو حكومة أحمد داوود أوغلو المؤقتة (بالتركية: 63. Türkiye Hükûmeti) هي الحكومة الثالثة والستين في تركيا وهي حكومة تصريف الأعمال مؤقتة وبدأت أعمالها في 28 أغسطس 2015 تحت رئاسة أحمد داوود أوغلو، وفي الولاية الخامسة والعشرين للجمعية الوطنية الكبرى التركية ورئيس الجمهورية رجب طيب أردوغان.

## السياق
بعد الانتخابات التشريعية التركية يونيو 2015، دخلت أربعة أحزاب البرلمان التركي ولم تتحصل أيهم على الأغلبية المطلقة، ولم يحصل اتفاق في الأشهر الموالية لتكوين حكومة ائتلافية، لذلك في 28 أغسطس 2015، أحمد داوود أوغلو رئيس حكومته الأولى قدم تركيبة حكومته الثانية، وهي حكومة تصريف الأعمال مؤقتة مهمتها الرئيسية إيصال البلاد نحو القيام بالانتخابات التشريعية الجديدة المقررة في نوفمبر 2015 وذلك عملا بالفصل 114 من الدستور التركي لسنة 1982.

## توزيع الحقائب

### وزراء من البرلمان
| حزب العدالة والتنمية (AKP) المقاعد: 258 الحقائب الوزارية: 11 (مع رئيس الوزراء) | حزب العدالة والتنمية (AKP) المقاعد: 258 الحقائب الوزارية: 11 (مع رئيس الوزراء) | حزب العدالة والتنمية (AKP) المقاعد: 258 الحقائب الوزارية: 11 (مع رئيس الوزراء) |
| ------------------------------------------------------------------------------ | ------------------------------------------------------------------------------ | ------------------------------------------------------------------------------ |
|                                                                                |                                                                                |                                                                                |
| المستدعى                                                                       | المستدعى                                                                       | الإجابة                                                                        |
|                                                                                | يلتجين أكدوغان                                                                 | موافق                                                                          |
|                                                                                | نعمان كورتولموش                                                                | موافق                                                                          |
|                                                                                | جودت يلماز                                                                     | موافق                                                                          |
|                                                                                | محمد شيمشك                                                                     | موافق                                                                          |
|                                                                                | محمد موزن أوغلو                                                                | موافق                                                                          |
|                                                                                | نبي أفشي                                                                       | موافق                                                                          |
|                                                                                | فكري إيشيق                                                                     | موافق                                                                          |
|                                                                                | نهاد زيبكجي                                                                    | موافق                                                                          |
|                                                                                | عاكف شاغاتاي كلتش                                                              | موافق                                                                          |
|                                                                                | إدريس غولوج                                                                    | موافق                                                                          |
|                                                                                | فيسيل إيروغلو                                                                  | موافق                                                                          |
| رأي الحزب                                                                      | رأي الحزب                                                                      | موافق                                                                          |

| حزب الشعب الجمهوري (CHP) المقاعد: 131 الحقائب الوزارية: 5 | حزب الشعب الجمهوري (CHP) المقاعد: 131 الحقائب الوزارية: 5 | حزب الشعب الجمهوري (CHP) المقاعد: 131 الحقائب الوزارية: 5 |
| --------------------------------------------------------- | --------------------------------------------------------- | --------------------------------------------------------- |
|                                                           |                                                           |                                                           |
| المستدعى                                                  | المستدعى                                                  | الإجابة                                                   |
|                                                           | دنيز بايقال                                               | لم يُنفَّذ                                                   |
|                                                           | إردوغان توبراك                                            | لم يُنفَّذ                                                   |
|                                                           | غولسون بيلغيهان                                           | لم يُنفَّذ                                                   |
|                                                           | تكين بينغول                                               | لم يُنفَّذ                                                   |
|                                                           | إلهان كيسيجي                                              | لم يُنفَّذ                                                   |
| رأي الحزب                                                 | رأي الحزب                                                 | لم يُنفَّذ                                                   |

| حزب الحركة القومية (MHP) المقاعد: 80 الحقائب الوزارية: 3 | حزب الحركة القومية (MHP) المقاعد: 80 الحقائب الوزارية: 3 | حزب الحركة القومية (MHP) المقاعد: 80 الحقائب الوزارية: 3 |
| -------------------------------------------------------- | -------------------------------------------------------- | -------------------------------------------------------- |
|                                                          |                                                          |                                                          |
| المستدعى                                                 | المستدعى                                                 | الإجابة                                                  |
|                                                          | توغرول توركش                                             | موافق                                                    |
|                                                          | ميرال أكشينار                                            | لم يُنفَّذ                                                  |
|                                                          | كنعان تانريكولو                                          | لم يُنفَّذ                                                  |
| رأي الحزب                                                | رأي الحزب                                                | لم يُنفَّذ                                                  |

| حزب الشعوب الديمقراطي (HDP) المقاعد: 80 الحقائب الوزارية: 3 | حزب الشعوب الديمقراطي (HDP) المقاعد: 80 الحقائب الوزارية: 3 | حزب الشعوب الديمقراطي (HDP) المقاعد: 80 الحقائب الوزارية: 3 |
| ----------------------------------------------------------- | ----------------------------------------------------------- | ----------------------------------------------------------- |
|                                                             |                                                             |                                                             |
| المستدعى                                                    | المستدعى                                                    | الإجابة                                                     |
|                                                             | علي حيدر كونجا                                              | موافق                                                       |
|                                                             | عبد الله ليفنت توزال                                        | لم يُنفَّذ                                                     |
|                                                             | مسلم دوغان                                                  | موافق                                                       |
| رأي الحزب                                                   | رأي الحزب                                                   | موافق                                                       |

### شخصيات مستقلة
إلى جانب الوزارات الثلاثة التي يجب أن تكون من نصيب مستقلين في الفترة الانتخابية (الداخلية، العدل والاتصالات)، فإن الحقائب الوزارية الثمانية المرفوضة من قبل أحزاب CHP وMHP وHDP ذهبت إلى مستقلين من خارج البرلمان التركي، لأنه يحتوي على مستقل واحد ولم يقع اختياره.
| مستقلين الحقائب الوزارية: 11 | مستقلين الحقائب الوزارية: 11 | مستقلين الحقائب الوزارية: 11 |
| ---------------------------- | ---------------------------- | ---------------------------- |
|                              |                              |                              |
| المستدعى                     | المستدعى                     | الإجابة                      |
|                              | فريدون سنيرلي أوغلو          | موافق                        |
|                              | سلامي ألتينوك                | موافق                        |
|                              | كنعان إيباك                  | موافق                        |
|                              | على رضا ألابويون             | موافق                        |
|                              | قطب الدين أرزو               | موافق                        |
|                              | يلجين توبجو                  | موافق                        |
|                              | وجدي غونول                   | موافق                        |
|                              | أحمد إردام                   | موافق                        |
|                              | فيريدون بيلجين               | موافق                        |
|                              | أيشن غورجان                  | موافق                        |
|                              | جيناب أشجي                   | موافق                        |

استمرت الوزارة إلى 22 مايو 2016 بعدما استقال أحمد داود اوغلو من الحكومة ومن رئاسة الحزب على خلفية خلاف مع الرئيس رجب طيب اردوغان

## قائمة الوزراء الرسمية
| الوزارة | الوزارة                                 | الوزير | الوزير              | الحزب                 | بداية العهدة   | نهاية العهدة |
| ------- | --------------------------------------- | ------ | ------------------- | --------------------- | -------------- | ------------ |
|         | رئيس الوزراء                            |        | أحمد داوود أوغلو    | حزب العدالة والتنمية  | 28 أغسطس 2014  |              |
|         | نائب رئيس الوزراء                       |        |                     |                       |                |              |
|         | نائب رئيس الوزراء                       |        | نعمان كورتولموش     | حزب العدالة والتنمية  | 29 أغسطس 2014  |              |
|         | نائب رئيس الوزراء                       |        | جودت يلماز          | حزب العدالة والتنمية  | 28 أغسطس 2015  |              |
|         | نائب رئيس الوزراء                       |        | توغرول توركش        | حزب الحركة القومية    | 28 أغسطس 2015  |              |
|         | وزير الشؤون الخارجية                    |        | فريدون سنيرلي أوغلو | مستقل                 | 28 أغسطس 2015  |              |
|         | وزير الداخلية                           |        | سلامي ألتينوك       | مستقل                 | 28 أغسطس 2015  |              |
|         | وزير المالية                            |        | محمد شيمشك          | حزب العدالة والتنمية  | 1 مايو 2009    |              |
|         | وزير العدل                              |        | كنعان إيباك         | مستقل                 | 7 مارس 2015    |              |
|         | وزير الطاقة والموارد الطبيعية           |        | على رضا ألابويون    | مستقل                 | 28 أغسطس 2015  |              |
|         | وزير الأغذية والزراعة والثروة الحيوانية |        | قطب الدين أرزو      | مستقل                 | 28 أغسطس 2015  |              |
|         | وزير الثقافة والسياحة                   |        | يلجين توبجو         | مستقل                 | 28 أغسطس 2015  |              |
|         | وزير الصحة                              |        | محمد موزين أوغلو    | حزب العدالة والتنمية  | 24 يناير 2013  |              |
|         | وزير التربية الوطنية                    |        | نبي أفشي            | حزب العدالة والتنمية  | 24 يناير 2013  |              |
|         | وزير الدفاع الوطني                      |        | وجدي غونول          | مستقل                 | 3 يوليو 2015   |              |
|         | وزير العلوم والصناعة والتكنولوجيا       |        | فكري إيشيق          | حزب العدالة والتنمية  | 25 ديسمبر 2013 |              |
|         | وزير العمل والضمان الاجتماعي            |        | أحمد إردام          | مستقل                 | 28 أغسطس 2015  |              |
|         | وزير النقل والبحرية والاتصالات          |        | فيريدون بيلجين      | مستقل                 | 7 مارس 2015    |              |
|         | وزير السياسة الاجتماعية والأسرة         |        | أيشن غورجان         | مستقل                 | 28 أغسطس 2015  |              |
|         | وزير شؤون الاتحاد الأوروبي              |        | علي حيدر كونجا      | حزب الشعوب الديمقراطي | 28 أغسطس 2015  |              |
|         | وزير الاقتصاد                           |        | نهاد زيبكجي         | حزب العدالة والتنمية  | 25 ديسمبر 2013 |              |
|         | وزير الشباب والرياضة                    |        | عاكف شاغاتاي كلتش   | حزب العدالة والتنمية  | 25 ديسمبر 2013 |              |
|         | وزير التنمية                            |        | مسلم دوغان          | حزب الشعوب الديمقراطي | 28 أغسطس 2015  |              |
|         | وزير الجمارك والتجارة                   |        | جيناب أشجي          | مستقل                 | 28 أغسطس 2015  |              |
|         | وزير البيئة والتخطيط العمراني           |        | إدريس غولوج         | حزب العدالة والتنمية  | 25 ديسمبر 2013 |              |
|         | وزير الغابات وإدارة المياه              |        | فيسيل إيروغلو       | حزب العدالة والتنمية  | 29 أغسطس 2007  |              |